# Paul Morris
Paul Morris (Santa Monica, 2 novembre 1959) è un tastierista statunitense.
Da ricordare la sua presenza sul misconosciuto album dei From the Fire Thirty Days and Dirty Nights e sull'ultimo album dei Rainbow, Stranger in Us All, oltre alla partecipazione nei Doctor Butcher, progetto parallelo di Jon Oliva e Chris Caffery.
Inoltre da segnalare la sua prolifica collaborazione con Joe Lynn Turner.

## Discografia
Con i Doro
- 1992 – Rare Diamonds

Con i Rainbow
- 1995 – Stranger in Us All

Con Joe Lynn Turner
- 1998 - Hurry Up & Wait
- 1999 - Under Cover, Vol. 2
- 2001 - Slam
- 2003 - JLT
- 2005 - The Usual Suspects

Con i Metalium
- 2000 - State of Triumph - Chapter Two

Con Chris Caffery
- 2004 – The Mold
- 2004 – Music Man
- 2004 – Faces / God Damn War